# Abigail Pereira Ávila
Abigail Pereira Ávila   (Montevideo, 27 de gener de 1986) és una artista, actriu, vedet, cantant i ballarina transgènere uruguaiana.

## Biografia
Abigail Pereira és filla de Graciela Àvila i Walter Pereira. Ha participat de diversos programes de televisió com El show del mediodía, Bailando por un sueño, Yo soy el artista, entre d'altres. Va ser portada de la revista Semanario.
És activista pels drets LGTB. El 2007, Abigail va aconseguir canviar el seu nom a la cèdula i passaport, i el 2013 es va realitzar la rectificació de partida de naixement en el Registre Civil, on no es presenten molts canvis com aquest.
Actualment treballa per a la cadena Telemundo i resideixen a Miami (Estats Units d'Amèrica). Abigail va esdevenir la primera resident permanent per habilitat extraordinària i primera uruguaiana a tenir documents com a dona als Estats Units.
El 2012, va ser imatge de la Targeta consular Uruguaiana.

## Televisió
- 2007 - Bailando por un sueño.
- 2007 i 2008 - El show del mediodía.
- 2014 - Yo soy el artista.
- 2015 - Boi Neon.
- 2017 - Algo contigo.[9]